# Johan Eriksson (Skispringer)
Johan Eriksson (* 20. Januar 1985 in Falun) ist ein ehemaliger schwedischer Skispringer.

## Werdegang
Eriksson startete bei der Junioren-Weltmeisterschaft 2002 in Schonach erstmals bei einem internationalen Skisprungwettbewerb. Im gleichen Jahr nahm er bereits an ersten Wettbewerben des Continental Cups (COC) teil. Nach der 2003 in Sollefteå ausgetragenen Junioren-Weltmeisterschaft, bei der er einen 15. Platz belegte, startete er regelmäßig bei COC-Springen. Nachdem er dort durchweg gute Leistungen erbringen konnte und in der Gesamtwertung des Sommer-Continental Cups 2003 einen 20. Platz erzielte, startete er ab der Saison 2003/04 im Weltcup. Dort hatte er zunächst Mühe den zweiten Durchgang zu erreichen, steigerte sich aber in der zweiten Saisonhälfte und konnte am Ende einen 38. Platz belegen. Seine ersten Weltcuppunkte erreichte er beim Springen im tschechischen Liberec am 11. Januar 2004, als er Platz 16 erzielte. Ein Ergebnis, das er in seiner weiteren Karriere nicht mehr erreichen sollte. An der Skiflug-Weltmeisterschaft 2004, die im Februar in Planica stattfand, nahm er ebenfalls teil. Dabei konnte er mit 202 m einen neuen schwedischen Weitenrekord aufstellen. Er ist somit der erste Schwede, der die 200-Meter-Marke überspringen konnte. Nach der Saison musste er aufgrund der miserablen Finanzsituation der Sprungsparte des schwedischen Skiverbandes eine Zeit lang alleine, ohne Trainer, trainieren. Dennoch konnte er bei zwei Springen des Sommer-Grand-Prix unter die besten Zwanzig springen. Während des Weltcups 2004/05 war er jedoch völlig außer Form und konnte bei keinem einzigen Springen die Punkteränge erreichen. Auch bei der in Oberstdorf stattfindenden Nordischen Skiweltmeisterschaft 2005 war er chancenlos und wurde von der Großschanze nur 48. Von der Normalschanze scheiterte er gar an der Qualifikation. Nachdem Eriksson im Sommer 2005 zum Aufbauen wieder im Continental Cup antrat, erkrankte er an Pfeifferschem Drüsenfieber, was ihn in seiner Entwicklung zurückwarf. Deshalb stieg er in den Weltcup 2005/06 erst Ende Januar 2006 ein, konnte jedoch keine guten Resultate erzielen. Nachdem er im Sommer 2006 wieder im COC und sogar bei zwei FIS Cups angetreten war, pendelte er im Winter 2006/07 zwischen Welt- und Continental Cup hin und her. Während er im Weltcup erfolglos blieb, konnte er im Februar 2007 bei zwei Continental Cupspringen im italienischen Pragelato und im US-amerikanischen Westby jeweils einen zweiten Platz erreichen. Im Sommer 2007 konnte er jedoch an diese Leistungen nicht mehr anknüpfen und verpasste auch im Continental Cup stets das Finale. Im Winter 2007/08 pendelte er wieder zwischen Welt- und Continental Cup. Dabei war ein 25. Platz beim COC in Garmisch-Partenkirchen sein bestes Ergebnis. Bei der Skiflug-Weltmeisterschaft 2008 in Oberstdorf, an der er ebenfalls teilnahm, überstand er im Einzelwettbewerb die Qualifikation nicht. Im Teamwettbewerb konnte die schwedische Mannschaft, der auch Eriksson angehörte, einen elften Platz erreichen und immerhin die mit prominenteren Namen besetzten Teams aus Slowenien und Kasachstan hinter sich lassen. Im Sommer 2008 konnte er beim Abschlussspringen des Sommer-COC in Falun einen sechsten Platz erreichen. 2009 beendete er seine Karriere.

## Erfolge

### Weltcup-Platzierungen
| Saison  | Platz | Punkte |
| ------- | ----- | ------ |
| 2003/04 | 38.   | 86     |
| 2004/05 | 82.   | 04     |
| 2007/08 | 84.   | 01     |
| 2008/09 | 64.   | 11     |

### Grand-Prix-Platzierungen
| Saison | Platz | Punkte |
| ------ | ----- | ------ |
| 2004   | 34.   | 26     |